# Friedrich Theodor von Frerichs
Friedrich Theodor von Frerichs (Aurich, 24 marzo 1819 – Berlino, 14 marzo 1885) è stato un medico internista tedesco.
Studiò all'Università di Gottinga, dove ricevette il dottorato nel 1841. Ancora studente, dimostrò di avere particolari interessi nell'investigazione chimica e, dopo una breve parentesi altrove come oftalmologo, si imbarcò a Gottinga nella ricerca scientifica.
Fu abilitato come docente e ben presto fu conosciuto in tutto il mondo per le sue ricerche. Nel 1848 divenne Professore Straordinario. Nel 1850 accettò un invito a Kiel come direttore della clinica. È di questi anni la sua eccellente monografia sulla sindrome renale di Bright, basata però su osservazioni fatte a Gottinga. Sempre a Kiel pubblicò la sua famosa teoria sull'intossicazione uremica e introdusse il concetto di "esperimento" come una valida prova clinica.
Nel 1851 diventa ordinario di patologia e terapia a Breslavia. Nel giro di sette anni la sua carriera e la sua importanza come ricercatore scientifico subisce un'impennata, grazie al suo intento di riformare la metodologia diagnostica. È di questi anni la scoperta della presenza nel sedimento urinario, in pazienti affetti da atrofia gialla del fegato, di leucina e tirosina, rilievo che porta il suo nome segno di Frerichs, sebbene questo termine non abbia avuto molta fortuna, sorpassato dalle stesse innovazioni diagnostiche freirichiane. Ricordiamo poi gli studi sui cambiamenti anatomici nel fegato cirrotico, sulla malaria perniciosa, le tesaurismosi di pigmenti, ecc. Infine occorre citare la Sindrome di Frerichs-Heyd-Flint, sviluppata da una disfunzione renale in pazienti con severo insulto epatico, in assenza di un'altra causa identificabile di patologia renale.
Nel 1859 fu chiamato a Berlino per succedere a Johann Lukas Schönlein alla Charité. Nel 1862 ottenne il titolo nobiliare, e poté fregiarsi di apporre von al proprio nome, oltre a ricevere numerosi altri più utili onori.
Nel 1882 fondò la Deutsche Gesellschaft für Innere Medizin, la società tedesca di medicina interna. Morì per un colpo apoplettico nel 1885.